# Mount Gambier
Pour les articles homonymes, voir Gambier.
Mount Gambier est une ville de la région du Limestone Coast en Australie-Méridionale. Avec 23 494 habitants, c'est la deuxième ville par sa population d'Australie-Méridionale après Adélaïde, la capitale. La ville est située à 450 kilomètres au sud-est d'Adélaïde et à 435 de Melbourne et sert souvent d'étapes aux automobilistes qui circulent entre les deux villes.
La ville doit son nom au lieutenant James Grant qui en 1800 donna le nom de Lord James Gambier, amiral de la flotte anglaise au sommet qui domine la ville actuelle.
Avant l'arrivée des Européens, la région était occupée par les Aborigènes Buandig.
L'économie de la ville repose sur l'agriculture (vigne), l'exploitation du bois (pins), le transport (ville étape) et le tourisme. La région est une région volcanique qui possède des caldeiras et notamment le lac Bleu avec ses stromatolithes.
En 1973, un accident de plongée souterraine y a eu lieu.

## Climat
Mount Gambier a un climat méditerranéen (Köppen: Csb) avec des étés tièdes et secs et des hivers frais et humides. La pluviométrie est modérée: 713,2 mm par an, avec un maximum d'hiver. La température la plus élevée enregistrée est de 45,9 ºC le 20 décembre 2019, tandis que la température la plus basse est de −3,9 ºC le 20 juin 1950 et le 2 juillet 1960.
| Mois                                            | jan.  | fév. | mars  | avril | mai   | juin | jui.  | août  | sep. | oct. | nov. | déc.  | année   |
| ----------------------------------------------- | ----- | ---- | ----- | ----- | ----- | ---- | ----- | ----- | ---- | ---- | ---- | ----- | ------- |
| Température minimale moyenne (°C)               | 11,3  | 11,8 | 10,6  | 8,8   | 7,4   | 5,8  | 5,2   | 5,6   | 6,4  | 7,2  | 8,5  | 10    | 8,2     |
| Température maximale moyenne (°C)               | 25,5  | 25,3 | 23,3  | 19,6  | 16,2  | 13,9 | 13,2  | 14,2  | 15,9 | 18,1 | 20,6 | 23,1  | 19,1    |
| Record de froid (°C)                            | 1,4   | 2,8  | 0     | −1,8  | −2,8  | −3,9 | −3,9  | −2,6  | −3,4 | −1,6 | −0,8 | 1,2   | −3,9    |
| Record de chaleur (°C)                          | 44,1  | 44,9 | 41,3  | 35,8  | 28,5  | 21,6 | 22,4  | 26,6  | 32,2 | 34,4 | 41,2 | 45,9  | 45,9    |
| Ensoleillement (h)                              | 282,1 | 243  | 213,9 | 165   | 136,4 | 120  | 133,3 | 164,3 | 171  | 217  | 225  | 254,2 | 2 325,2 |
| Précipitations (mm)                             | 27    | 26,4 | 35    | 54,1  | 73    | 85,7 | 100,2 | 95,5  | 71,9 | 60,6 | 46,6 | 38,3  | 713,2   |
| dont nombre de jours avec précipitations ≥ 1 mm | 4,3   | 3,9  | 5,9   | 9,3   | 12,1  | 13,7 | 16,1  | 16    | 12,6 | 10,7 | 7,9  | 6,7   | 119,2   |
| Humidité relative (%)                           | 44    | 44   | 49    | 56    | 68    | 73   | 72    | 67    | 63   | 59   | 53   | 48    | 58      |